# Gare de Vincey
Gare de Vincey vasútállomás Franciaországban, Portieux településen.

## Vasútvonalak
Az állomást az alábbi vasútvonalak érintik:
- Blainville-Damelevières–Lure-vasútvonal

## Kapcsolódó állomások
A vasútállomáshoz az alábbi állomások vannak a legközelebb:
- Gare de Charmes
- Gare de Châtel - Nomexy